# Курфюрство Хесен
Курфюрство Хесен (на немски: Kurfürstentum Hessen, Kurhessen) е княжество, продължило Ландграфството Хесен-Касел в Кралство Вестфалия.
Управлява се от Дом Хесен.
През 1803 г. ландграфът на Хесен-Касел е издигнат на курфюрст на Свещената Римска империя.
Между 1814 – 1866 г. Курфюрство Хесен има площ от 9.370 km² и през 1865 г. 754.100 жители. След това става Пруска провинция Хесен-Насау

## Регенти
- 1785 – 1821 Вилхелм IX/I
- 1821 – 1847 Вилхелм II
- 1847 – 1866 Фридрих Вилхелм I